# Marion Borras
Marion Borras (Pontcharra, 24 de noviembre de 1997) es una deportista francesa que compite en ciclismo en las modalidades de pista y ruta.
Ganó tres medallas en el Campeonato Mundial de Ciclismo en Pista entre los años 2022 y 2024, y siete medallas en el Campeonato Europeo de Ciclismo en Pista entre los años 2021 y 2025.
Participó en dos Juegos Olímpicos de Verano, ocupando el séptimo lugar en Tokio 2020 y el quinto en París 2024, en la prueba de persecución por equipos.

## Medallero internacional
| Campeonato Mundial | Campeonato Mundial       | Campeonato Mundial | Campeonato Mundial      |
| Año                | Lugar                    | Medalla            | Competición             |
| ------------------ | ------------------------ | ------------------ | ----------------------- |
| 2022               | Saint-Quentin (Francia)  | Medalla de bronce  | Persecución por equipos |
| 2023               | Glasgow (Reino Unido)    | Medalla de bronce  | Persecución por equipos |
| 2024               | Ballerup (Dinamarca)     | Medalla de plata   | Madison                 |
| Campeonato Europeo |                          |                    |                         |
| Año                | Lugar                    | Medalla            | Competición             |
| 2021               | Grenchen (Suiza)         | Medalla de plata   | Persecución individual  |
| 2021               | Grenchen (Suiza)         | Medalla de bronce  | Madison                 |
| 2022               | Múnich (Alemania)        | Medalla de plata   | Madison                 |
| 2022               | Múnich (Alemania)        | Medalla de bronce  | Persecución por equipos |
| 2024               | Apeldoorn (Países Bajos) | Medalla de oro     | Madison                 |
| 2025               | Heusden-Zolder (Bélgica) | Medalla de plata   | Puntuación              |
| 2025               | Heusden-Zolder (Bélgica) | Medalla de bronce  | Madison                 |

## Palmarés
2024
- 3.ª en el Campeonato de Francia Contrarreloj

2025
- 3.ª en el Campeonato de Francia Contrarreloj